# Kroatystyka
Kroatystyka – dyscyplina zajmująca się badaniem literatury, języka i kultury chorwackiej. Stanowi część slawistyki.